# مجلس شيوخ فيرمونت
مجلس شيوخ فيرمونت (بالإنجليزية: Vermont Senate)‏ هو مجلس شيوخ ولاية فيرمونت الأمريكية، ويتكون من 30 مقعداً، وهو المجلس الأعلى في جمعية فيرمونت العامة.

## طالع أيضًا
- جمعية فيرمونت العامة